# Destilacioni gasovi
Destilacioni gasovi su gasovita goriva koja se dobijaju procesom suve destilacije drveta, treseta, mrkog ili kamenog uglja i dr.
Zajedno sa generatorskim gasovima spadaju u gasovita goriva proizvedena od čvrstih goriva.
S druge strane, prema čvrstom gorivu od kog su proizvedena, mogu se svrstati u fosilna goriva ili biogoriva.